# Можервілл
Можервілл (англ. Maugerville) — парафія в Канаді, у провінції Нью-Брансвік, у складі графства Санбері.

## Населення
За даними перепису 2016 року, парафія нараховувала 1831 особу, показавши зростання на 3,1%, порівняно з 2011-м роком. Середня густина населення становила 2 осіб/км².
З офіційних мов обидвома одночасно володіли 300 жителів, тільки англійською — 1 530, тільки французькою — 10. Усього 45 осіб вважали рідною мовою не одну з офіційних.
Працездатне населення становило 72,1% усього населення, рівень безробіття — 9,9% (10,8% серед чоловіків та 7,8% серед жінок). 89,6% осіб були найманими працівниками, а 8,1% — самозайнятими.
Середній дохід на особу становив $38 711 (медіана $34 624), при цьому для чоловіків — $42 388, а для жінок $34 865 (медіани — $38 784 та $29 568 відповідно).
29% мешканців мали закінчену шкільну освіту, не мали закінченої шкільної освіти — 21,8%, 49,5% мали післяшкільну освіту, з яких 24,3% мали диплом бакалавра, або вищий.
| Статево-вікова структура населення | Статево-вікова структура населення | Статево-вікова структура населення | Статево-вікова структура населення | Статево-вікова структура населення |
| ---------------------------------- | ---------------------------------- | ---------------------------------- | ---------------------------------- | ---------------------------------- |
|                                    |                                    |                                    |                                    |                                    |
| Всього                             | Всього                             | 51,5%48,5%                         |                                    |                                    |
| 0 — 14 років                       | 0 — 14 років                       |                                    | 15,5%                              | 15,5%                              |
| 15 — 64 років                      | 15 — 64 років                      |                                    | 68,9%                              | 68,9%                              |
| 65 і більше                        | 65 і більше                        |                                    | 15,5%                              | 15,5%                              |
| 85 і більше                        | 85 і більше                        |                                    | 0,5%                               | 0,5%                               |
| Середній вік (років)               | Середній вік (років)               | 40,841,4                           | 41,1                               | 41,1                               |
| Медіана (років)                    | Медіана (років)                    | 43,343,1                           | 43,2                               | 43,2                               |
| — чоловіки — жінки                 |                                    |                                    |                                    |                                    |

| Походження мешканців:     | Походження мешканців:     | Походження мешканців: | Походження мешканців: | Походження мешканців: |
| ------------------------- | ------------------------- | --------------------- | --------------------- | --------------------- |
| Походження                |                           |                       | осіб                  | %                     |
| Корінні американці        | Корінні американці        |                       | 60                    | 3.28%                 |
| Інше північноамериканське | Інше північноамериканське |                       | 970                   | 53.01%                |
| Європейське               | Європейське               |                       | 1 210                 | 66.12%                |
| британське                | британське                |                       | 1 010                 | 55.19%                |
| французьке                | французьке                |                       | 295                   | 16.12%                |
| Африканське               | Африканське               |                       | 20                    | 1.09%                 |

| Зайнятість населення за галузями (за класифікацією NOC): | Зайнятість населення за галузями (за класифікацією NOC): | Зайнятість населення за галузями (за класифікацією NOC): | Зайнятість населення за галузями (за класифікацією NOC): | Зайнятість населення за галузями (за класифікацією NOC): |
| -------------------------------------------------------- | -------------------------------------------------------- | -------------------------------------------------------- | -------------------------------------------------------- | -------------------------------------------------------- |
|                                                          |                                                          |                                                          |                                                          |                                                          |
| Управління                                               | Управління                                               |                                                          | 10,1%                                                    | 10,1%                                                    |
| Бізнес, фінанси та адміністрування                       | Бізнес, фінанси та адміністрування                       |                                                          | 15,2%                                                    | 15,2%                                                    |
| Природничі та прикладні науки                            | Природничі та прикладні науки                            |                                                          | 4,6%                                                     | 4,6%                                                     |
| Охорона здоров'я                                         | Охорона здоров'я                                         |                                                          | 7,4%                                                     | 7,4%                                                     |
| Освіта, правозахист, муніципальні та урядові служби      | Освіта, правозахист, муніципальні та урядові служби      |                                                          | 12,4%                                                    | 12,4%                                                    |
| Мистецтво, культура, відпочинок та спорт                 | Мистецтво, культура, відпочинок та спорт                 |                                                          | 0,9%                                                     | 0,9%                                                     |
| Роздрібна торгівля та послуги                            | Роздрібна торгівля та послуги                            |                                                          | 18%                                                      | 18%                                                      |
| Гуртова торгівля, транспорт та обладнання                | Гуртова торгівля, транспорт та обладнання                |                                                          | 25,8%                                                    | 25,8%                                                    |
| Природні ресурси, сільське господарство                  | Природні ресурси, сільське господарство                  |                                                          | 3,2%                                                     | 3,2%                                                     |
| Виробництво                                              | Виробництво                                              |                                                          | 2,8%                                                     | 2,8%                                                     |

## Клімат
Середня річна температура становить 5,6°C, середня максимальна – 23,7°C, а середня мінімальна – -15,9°C. Середня річна кількість опадів – 1 153 мм.
| Клімат поселення                              | Клімат поселення | Клімат поселення | Клімат поселення | Клімат поселення | Клімат поселення | Клімат поселення | Клімат поселення | Клімат поселення | Клімат поселення | Клімат поселення | Клімат поселення | Клімат поселення | Клімат поселення |
| Показник                                      | Січ.             | Лют.             | Бер.             | Квіт.            | Трав.            | Черв.            | Лип.             | Серп.            | Вер.             | Жовт.            | Лист.            | Груд.            |                  |
| Середній максимум, °C                         | −3,26            | −1,77            | 4,00             | 10,76            | 17,40            | 22,52            | 23,74            | 22,96            | 18,10            | 12,06            | 6,03             | −1,55            |                  |
| Середня температура, °C                       | −9,56            | −8,07            | −2,3             | 4,46             | 11,11            | 16,22            | 19,43            | 18,67            | 13,80            | 7,76             | 1,73             | −5,84            |                  |
| Середній мінімум, °C                          | −15,86           | −14,38           | −8,59            | −1,83            | 4,80             | 9,92             | 15,14            | 14,37            | 9,50             | 3,46             | −2,57            | −10,15           |                  |
| Норма опадів, мм                              | 106              | 83               | 98               | 88               | 97               | 91               | 90               | 89               | 95               | 97               | 107              | 112              |                  |
| Середньомісячна швидкість вітру, м/с          | 3.50             | 3.50             | 3.70             | 3.60             | 3.30             | 2.90             | 2.60             | 2.40             | 2.70             | 3.06             | 3.30             | 3.50             |                  |
| Середньомісячна сонячна радіація, кДж/м²·день | 5288             | 8527             | 12221            | 15371            | 18232            | 20251            | 19974            | 17688            | 13179            | 8508             | 5035             | 4100             |                  |
| --------------------------------------------- | ---------------- | ---------------- | ---------------- | ---------------- | ---------------- | ---------------- | ---------------- | ---------------- | ---------------- | ---------------- | ---------------- | ---------------- | ---------------- |
| Джерело:                                      |                  |                  |                  |                  |                  |                  |                  |                  |                  |                  |                  |                  |                  |